# Hanebüchen
Als hanebüchen (auch hagebüchen, von mittelhochdeutsch: hagenbüechin) bezeichnet man im heutigen Deutsch Ideen oder Handlungen, um sie als abwegig, haarsträubend oder empörend zu bewerten. Der Ausdruck hat damit seit seinen Ursprüngen einen größeren Bedeutungswandel durchgemacht; er leitet sich ursprünglich von dem Baum Hainbuche bzw. Hagebuche ab.

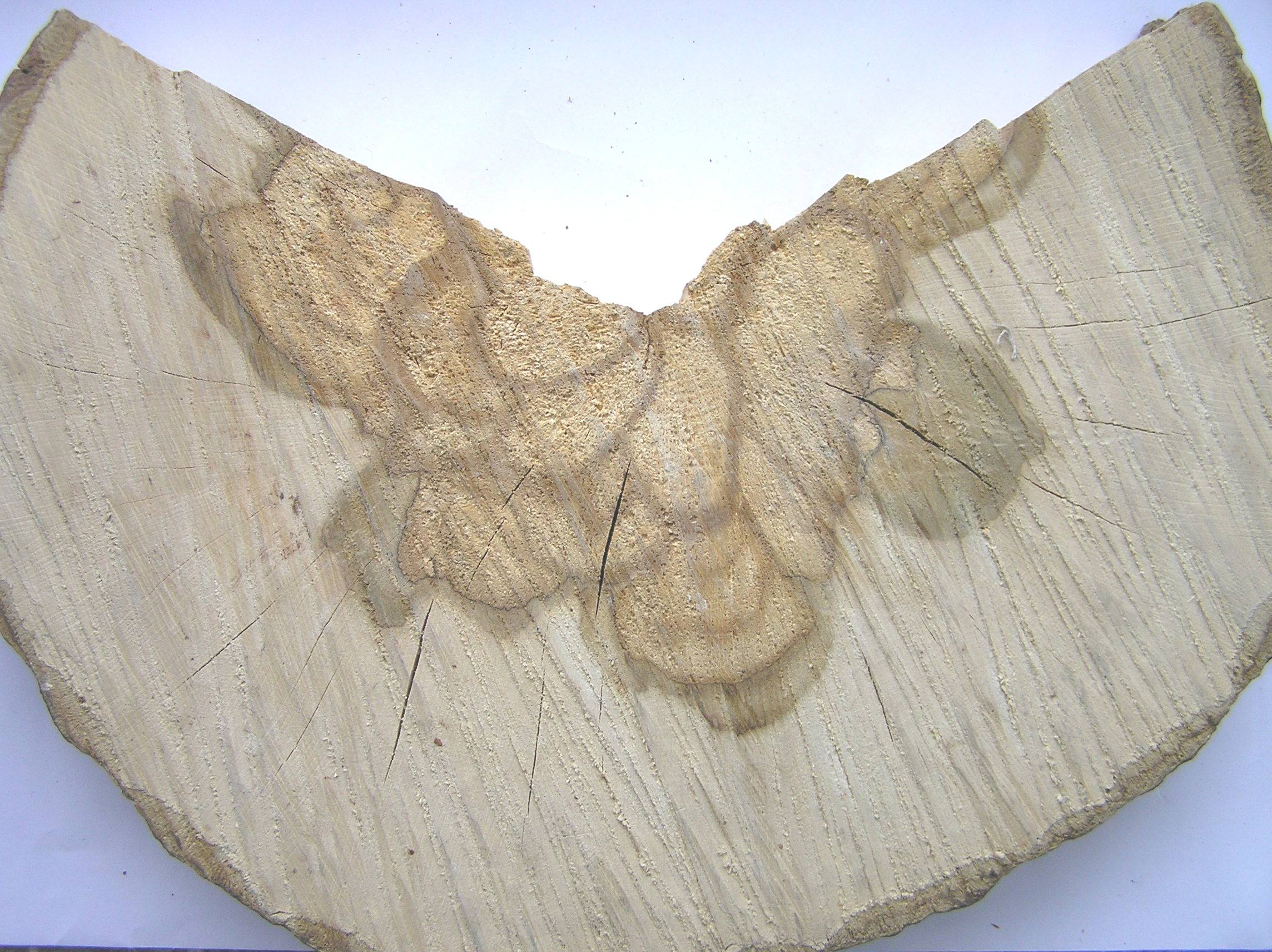
Holzquerschnitt der Hainbuche mit Falschkern

## Herkunft
Ursprünglich bedeutet der Ausdruck „aus dem Holz der Hagebuche“. Das knorrige, besonders harte und schwer zu bearbeitende Holz der Hagebuche, heute meist Hainbuche genannt, bildete die Grundlage für Redewendungen wie „hagebüchener Kerl“; aus dem Berlin des 19. Jahrhunderts sind auch „hambüchen“ und sonst vereinzelt „hânebüchen“ belegt. Die übertragene Bedeutung des Begriffs blieb dabei zunächst bei „handfest, derb, knorrig, grob“, dann auch „steif, schwer zu bewegen“. Im oberhessischen Hinterland um Michelbach, Dilschhausen und Weitershausen kannte man bis 1840 „hagebüchene Gulden“, die von geringerem Wert als normale Gulden waren.

## Bedeutungswandel
Während des 18. Jahrhunderts erfuhr der Begriff einen Bedeutungswandel hin zur noch heute gebräuchlichen Bedeutung „abwegig, absurd“. In gängigen Redewendungen ist von „hanebüchenen Lügen“ oder „hanebüchenen Fehlern“ die Rede, womit ausgedrückt werden soll, dass die betreffende Person eine grobe oder unerhörte ,Verfehlung‘ begangen hat.
In seinen Davidsbündlertänzen, op. 6 (1837), hatte Robert Schumann den dritten Tanz ursprünglich mit „etwas hahnbüchen“ überschrieben. In der zweiten Edition wurde diese Bezeichnung durch „Mit Humor“ ersetzt.

## Heutige Verwendung
Im Gegenwartsdeutsch tritt das Wort auch in der Bedeutung von „unverständliche Entscheidung“ oder „an den Haaren herbeigezogen“ auf, zum Beispiel als „hanebüchener Unsinn“.
Der erweiterte Bedeutungsumfang lässt sich gut an den möglichen Übersetzungsoptionen ablesen, die mittlerweile für hanebüchen angeboten werden. Englische Übersetzung schließen beispielsweise – je nach Kontext – die Bedeutungen unglaublich, empörend, haarsträubend, grotesk, abwegig, absurd und skandalös mit ein.
Für die Verwendung im Französischen wird dagegen lediglich unglaublich (inouï) angeboten und im Italienischen unerhört (inaudito).
Da der Bedeutungsursprung heute den meisten Menschen nicht mehr bekannt ist, wird oft der Fehlschluss gezogen, das Wort hätte etwas mit dem „Hahn“ zu tun, daher ist die falsche Schreibweise mit „h“ (hahnebüchen) ein häufiger Fehler.

## Die bairische Variante

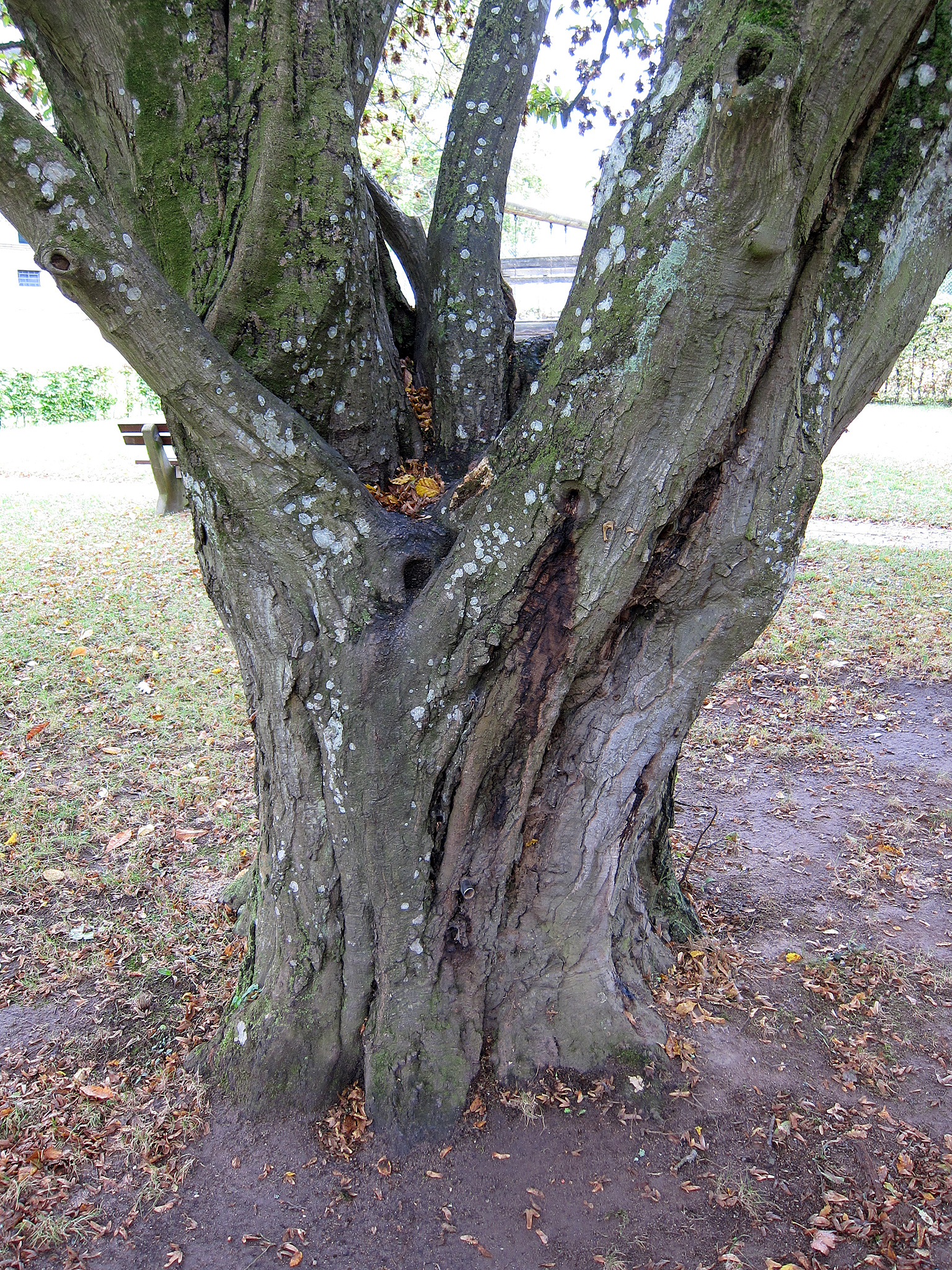
Knorrige Hagebuche (Hainbuche)

Im bairischen Sprachraum leiten sich die Begriffe hagelbuchern, hagelbuachern oder hoglbuachan gleichfalls von der Hagebuche ab. Etwas abweichend von der Bedeutung von hanebüchen bezeichnet dies einmal einen direkten, knorrigen, oftmals groben Menschen oder eine derbe, schlichte, aber unverwüstliche und grundsolide Sache, beispielsweise bezogen auf Kleidung, Werkzeug oder Haushaltsgegenstände. Eine bayerische Band, die – nach eigenen Worten – bayerische Folklore ohne Kitsch und Strom darbietet, nennt sich De Hoglbuachan.